# Pio Fedi
Pio Fedi (* 7. Juni 1815 in Viterbo; † 31. Mai 1892 in Florenz) war ein italienischer Bildhauer und Kupferstecher.

## Leben und Werk

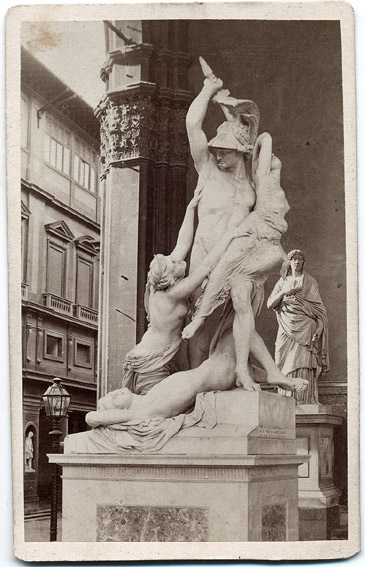
Raub der Polyxena, Skulptur von Pio Fedi, 1866, Loggia dei Lanzi

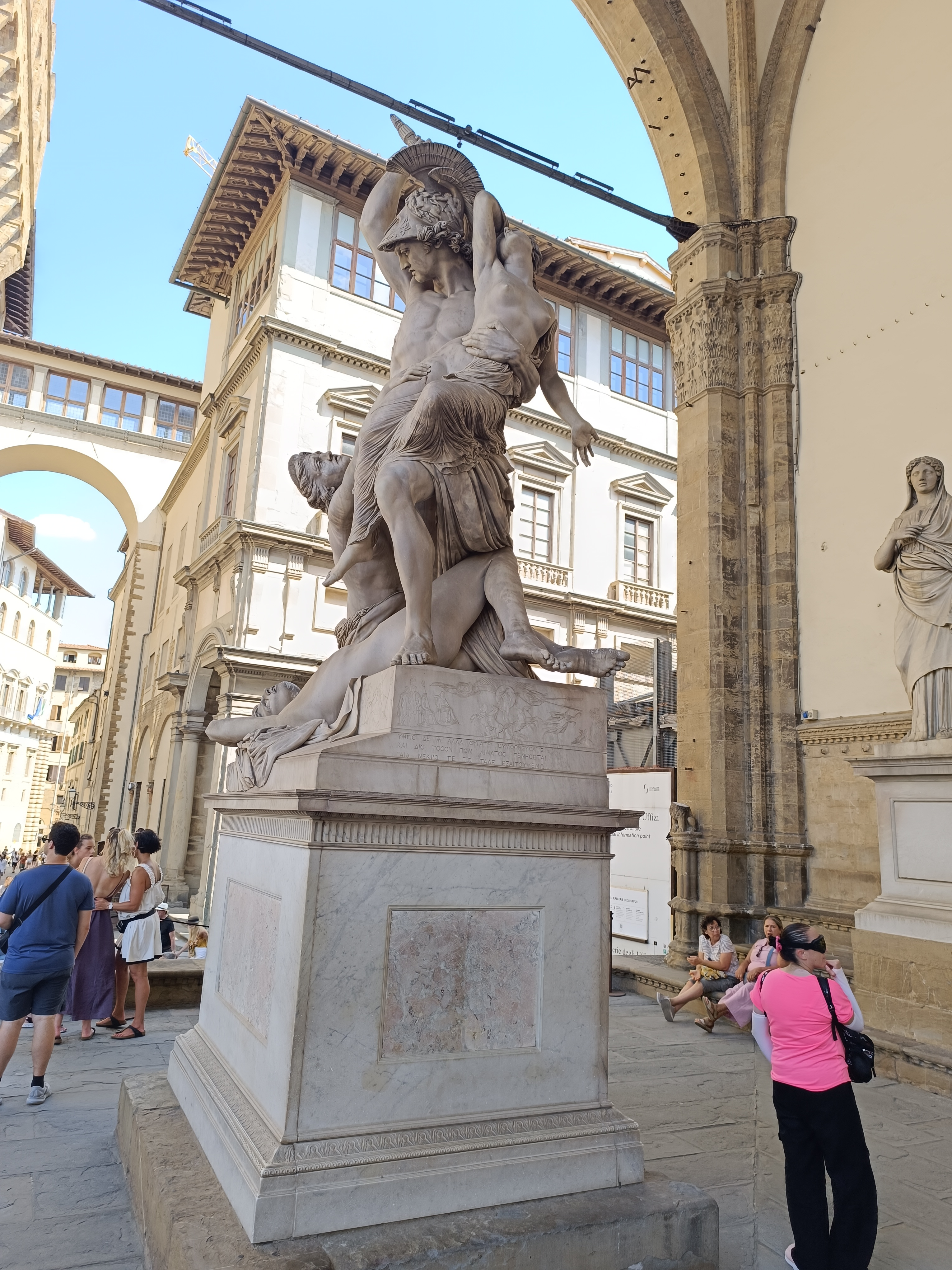
Raub der Polyxena (Florenz 2025)

Pio Fedi machte zunächst in Florenz eine Ausbildung zum Goldschmied bei einem Meister auf der Ponte Vecchio. Danach war er an der Akademie der Schönen Künste in Florenz Schüler von Raffaello Morghen (Zeichnung) und Giovanni Garaviglia (Kupferstich). 1838 reist er nach Wien, wo er im Schloss Belvedere und der Galerie Schwarzenberg zeichnete. Er besuchte die dortige Akademie und erwarb sich bald ein Stipendium zum Besuch Roms, wo er bis 1844 studierte. Nach einer Säureverätzung der Augen gab er den Kupferstich mit Rücksicht auf seine Augen auf und wandte sich der Skulptur zu. 1846 nach Florenz zurückgekehrt, erhielt er von Leopold II. den Auftrag, die Standbilder des Nicola Pisano und des Andrea Cesalpino für die Loggien der Uffizien auszuführen. Im folgenden Jahr fertigte Fedi für den Fürsten eine halblebensgroße Gruppe der Pia dei Tolomei und des Nello della Pietra, 1852 für den russischen General L’vov die lebensgroße Gruppe: der Schutzengel, der die Seele der verstorbenen Tochter des Generals gen Himmel führt. In das Jahr 1856 fällt das Kolossaldenkmal des Marchese P. Torrigiano im Garten der Familie. Zur Feier des Anschlusses der Toskana an Piemont (1859–60) entstand die Skulptur Kultur der Toscana, eine überlebensgroße Frau in antiker Tracht; dann die Hoffnung, die Liebe nährend, geschmacklos in der Erfindung (1861); die Liebe, die Seele aufrichtend; Amor als Beherrscher Jupiters und der Erde; heilige Poesie, eine Frau mit begeistert zum Himmel gewandtem Antlitz von hoher Schönheit, das antike Gewand von edlem Faltenwurf, im Museo municipale von Verona.
Sein bekanntestes Werk ist die Kolossalgruppe des Raubes der Polyxena. Es nimmt einen Ehrenplatz in der Loggia dei Lanzi von Florenz ein und vermag sich neben den Werken der Antike und Renaissance zur Geltung zu bringen. Es wurde von 1860 bis 1865 in Marmor ausgeführt. Pyrrhos, Sohn des Achilleus, tritt auf den Altar und hält im linken Arm die Polyxena, während er die Rechte mit gezücktem Schwert gegen Hekabe erhebt, die sich ihm zu Füßen geworfen hat. Vor ihr und zwischen den Füßen des Pyrrhos liegt der im Kampf gefallene Bruder Polyxenas.